# 奧盧省
奧盧省（芬蘭語：Oulun lääni）是芬蘭1775至2009年间的一個省份，位於該國中北部。面積57,000平方公里，2002年人口461,000人。省府奧盧。